# 전복죽
전복죽(全鰒粥)은 전복이나 전복 내장(제주어: 게우)을 넣어 쑨 한국의 죽 요리이다. 강원도 동해안 지역과 바닷속에 들어가 전복과 성게 등의 해산물을 채취하는 해녀 문화가 있는 제주도에서 발달하였다. 한국 요리에서 전복은 고급 재료로 여겨져 궁중에서 왕에게 진상하는 식품으로 자주 언급되었다. 전복죽은 영양가가 높고 소화가 잘 되는 음식으로 알려져 있어 환자식으로도 이용된다.
전복죽은 본래 제주 지역의 전통적인 특색 요리로 알려져 있었으나 현재는 한국에서 일반화된 음식으로 그 위상이 변화하였다.

## 같이 보기
- 전복
- 잣죽
- 한국 요리

## 참고 문헌
- “Korean cuisine” (PDF). 《Jeonbokjuk (Abalone Porridge)》 (영어). 한국관광공사. p.20쪽. 2009년 4월 8일에 원본 문서 (PDF)에서 보존된 문서. 2008년 5월 31일에 확인함.